# ColorOS
ColorOS es un sistema operativo móvil creado por Oppo Electronics basado en el proyecto de código abierto de Android. Inicialmente, los teléfonos Realme usaban ColorOS hasta que fue reemplazado por Realme UI en 2020. Realme sigue siendo una familia de Oppo (ColorOS); Realme UI utiliza algunas de las aplicaciones de ColorOS. A partir de la serie OnePlus 9, OnePlus preinstalará ColorOS en todos los teléfonos inteligentes que se venden en China continental en lugar de HydrogenOS que es una versión china de OxygenOS, capa de personalización de One Plus.
La primera versión de ColorOS se lanzó en septiembre de 2013. Oppo había lanzado muchos teléfonos inteligentes con Android antes de esa fecha. No era Android, pero Oppo no lo etiquetó como ColorOS. Con el paso de los años, Oppo lanzó nuevas versiones oficiales del sistema operativo. Para hacer las cosas menos confusas, en 2020 la compañía reveló que usaría el mismo esquema de numeración que la línea principal de Android, como ColorOS saltó de ColorOS 7 a ColorOS 11.
En el futuro, ColorOS, OxygenOS y Realme UI se fusionarán y aparecerán en todos los teléfonos OnePlus, Oppo y Realme.

## Historial de versiones
| Versión de Color OS | versión de Android | Fecha de lanzamiento                                        |
| ------------------- | ------------------ | ----------------------------------------------------------- |
| 1.0                 | 4.1 Jelly Bean     | 2013 de septiembre del 23 (2001 años, 5 meses y -1956 días) |
| 2.0                 | 4.4 Kitkat         |                                                             |
| 2.1                 | 5.0 Lollipop       |                                                             |
| 2.1.0i              | 5.0                |                                                             |
| 3.0                 | 5.1                | 2016 de marzo del 17 (2007 años, 11 meses y -1958 días)     |
| 3.1                 | 7.0 Nougat         |                                                             |
| 3.2                 | 7.0 Nougat         |                                                             |
| 5.0                 | 8.0 Oreo           |                                                             |
| 5.1                 | Oreo               |                                                             |
| 5.2                 | Oreo               |                                                             |
| 5.2.1               | Oreo               |                                                             |
| 6.0                 | 9.0 Pie            | 2019 de marzo del 17 (2007 años, 11 meses y -1961 días)     |
| 6.0.1               | 9.0 Pie            |                                                             |
| 6.1                 | 9.0 Pie            |                                                             |
| 6.1.2               | 9.0 Pie            |                                                             |
| 6.7                 | 10                 |                                                             |
| 7.0                 | 10                 | 2019 de noviembre del 20 (2004 años, 3 meses y -1962 días)  |
| 7.1                 | 10                 |                                                             |
| 7.2                 | 10                 |                                                             |
| 11                  | 11                 | 2020 de septiembre del 14 (2010 años, 5 meses y -1963 días) |
| 11.1                | 11                 | 23 de diciembre de 2020                                     |
| 11.2                | 11                 |                                                             |
| 11.3                | 11                 |                                                             |
| 12                  | 11/ 12             | 2021 de septiembre del 16 (2008 años, 5 meses y -1964 días) |
| 12.1                | 12                 | 24 de febrero de 2022                                       |
| 13                  | 13                 | 19 de agosto de 2022                                        |

## Otras lecturas
- Cómo ColorOS 13 de OPPO impulsa la tendencia de personalización de Android